# 奥利维耶·蒙瑟莱
奥利维耶·蒙瑟莱（法語：Olivier Moncelet，1970年12月5日—），法国男子赛艇运动员。他曾代表法国参加1996年夏季奥林匹克运动会赛艇比赛，获得男子四人单桨无舵手银牌。